# Продавець Тамалі
Продавець Тамалі (англ. The Tamale Vendor) — американська короткометражна кінокомедія Роско Арбакла 1931 року.

## У ролях
- Том Патрікола
- Чарльз Джуделс